# Manuel Blanco Romasanta
Manuel Blanco Romasanta (18 novembre 1809 - 14 décembre 1863) est le premier tueur en série espagnol référencé. En 1853, Romasanta avoua treize meurtres, en déclarant ne pas être responsable : selon lui, une malédiction le transformait en loup. Bien que sa défense eût été rejetée au procès, la reine Isabelle II retira la peine de mort pour permettre aux médecins d'étudier ses propos comme un exemple de Lycanthropie clinique. Romasanta a fini par faire partie du folklore hispanique, en tant que Loup-Garou d'Allariz, ou encore de façon moins traditionnelle comme l'Homme de Suif, nommé ainsi car il transformait la graisse de ses victimes en savon de haute qualité.

## Contexte historique
Manuel Blanco Romasanta est né à Regueiro, province d'Ourense, le 18 novembre 1809. Il était prénommé au départ Manuela. Il a grandi comme une fille jusqu'à l'âge de 6 ans quand un médecin a découvert son véritable sexe. Comme il savait lire et écrire - ce qui était très rare à cette époque - les gens croyaient que sa famille était aisée. Il commença par travailler en tant que tailleur et, d'après de nombreux témoignages, était de petite taille - entre 1,37 m et 1,49 m. Après la mort de sa femme en 1833, Romasanta devint voyageur de commerce, à Esgos, et ensuite dans toute la Galice et au Portugal. Romasanta était aussi connu en tant que guide pour les voyageurs qui traversaient les montagnes de Castille, Asturias et Cantabria, ce qui lui donnait davantage d'occasions pour les ventes.
En 1844, Romasanta est accusé du meurtre de l'agent de police de León, Vicente Fernández. Fernández a été retrouvé mort, après avoir tenté de récupérer une dette de 600 reales que Romasanta devait à un fournisseur de Ponferrada pour l'achat de marchandises. Comme il était absent, il a été jugé coupable par défaut et condamné par contumace à dix ans d'emprisonnement,.

## Meurtres en Galice et arrestation
Fuyant la menace de l'emprisonnement avec un faux passeport au nom de Antonio Gómez, natif de Nogueira au Portugal, Romasanta a vécu dans le petit village de Rebordechao, dans la région de Vilar de Barrio pendant au moins un an. Bien qu'il travaillait comme cordier et qu'il aidait pour la moisson, il s'est aussi lié d'amitié avec la femme du village et était aussi cuisinier et tisserand, filant avec un rouet, ce qui faisait croire aux hommes qu'il était efféminé.
Pendant les années qui suivirent, plusieurs femmes et enfants, qui avaient engagé Romasanta comme guide, disparurent. Les disparitions n'étaient pas immédiatement remarquées, car Romasanta livrait des lettres à leurs familles leur signalant qu'ils étaient arrivés à destination et qu'ils s'installaient. Cependant, la suspicion s'éveilla quand on signala qu'il était en train de vendre leurs vêtements dans les alentours et des rumeurs insinuèrent qu'il vendait du savon fait à partir de la graisse humaine. En 1852, une plainte a été déposée dans la ville d'Escalona prétendant que Romasanta trompait des femmes et des enfants en leur promettant de les faire traverser, mais qu'ensuite il les tuait et leur retirait leur graisse qu'il vendait. Il fut arrêté en septembre 1852, à Nombela, dans la province de Toledo, et fut jugé à Allariz, dans la province d'Ourense. Pour sa défense, Romasanta revendiqua être affligé de Lycanthropie,,.
En octobre 1852, les médecins d'Allariz se présentèrent à la cour avec un rapport sur le cas Romasanta. Basé lourdement sur la phrénologie, le rapport accusa Romasanta d'inventer cette maladie. Comme la Lycanthropie pouvait être détectée par un « examen viscéral » et une cranioscopie, les médecins n'avaient trouvé aucune cause ou motif à son comportement.

« Son penchant au vice est volontaire et non forcé. Le sujet n'est pas fou, ni idiot ni monomaniaque, et il ne l'est pas devenu pendant son incarcération. Au contraire, il [Romasanta] a fini plutôt par devenir un pervers, un criminel accompli capable de tout, calme et sans la moindre pointe de bonté, mais [agit] avec une volonté propre, liberté et connaissance de cause, »

### Victimes
Liste des victimes.
- Manuela Garcia, 47 ans, et sa fille Petra, 15 ans, tuées dans la sierra de San Mamede quand elles la traversaient pour rejoindre Santander.
- Benita Garcia Blanco, 34 ans, et son fils Francisco, 10 ans, tués à Corgo de Boi lors de leur voyage pour Rua Cantabras.
- Antonia land, 37 ans, et sa fille Peregrina, tuées, rejoignant Ourense.
- Josefa Garcia et son fils Jose Pazos, 21 ans.
- María Dolores, 12 ans.

## Procès
Quand Romasanta a été jugé, la Galice était en plein milieu d'une des plus sévères épidémies qui y a sévi tout le long du XIXe siècle. La famine a conduit à des migrations de masses et une augmentation sensible du nombre d'insanités. Romasanta devint le sujet d'un jugement historique : Cause no 1778 L'Homme Loup volume 36 de la cour d'Allariz. Le litige, basé sur l'hypothèse de la lycanthropie, n'a jamais été répété dans l'histoire juridique espagnole.
Romasanta avoua avoir commis treize meurtres en expliquant qu'il avait été maudit et qu'il les avait perpétrés après s'être transformé en loup.

« La première fois que je me suis transformé, j'étais dans les montagnes de Couso. J'étais entre deux loups au regard féroce. Je suis soudainement tombé par terre et j'ai commencé à sentir des convulsions. Je me suis retourné trois fois, et quelques secondes plus tard, j'étais moi-même un loup. J'étais dehors maraudant avec les deux autres loups pendant cinq jours, jusqu'au moment où je suis retourné dans mon vrai corps, celui que vous voyez devant vous aujourd'hui, Votre Honneur. Les deux autres loups, que je pensais être aussi des loups, m'ont suivi et se sont changés en hommes. Ils étaient de Valence. L'un d'eux s'appelait Antonio et l'autre Don Ganero. Ils étaient tous les deux maudits … nous avons attaqué et mangé un bon nombre de gens car nous avions faim » « Manuel Blanco Romasanta, »

Le procureur, Luciano Bastida Hernáez, demanda à Romasanta de prouver la transformation à la cour, sur quoi il répondit que la malédiction n'avait effet que pendant treize ans et qu'il n'était donc plus ensorcelé à ce moment, car elle avait pris fin la semaine précédente.
La cour innocenta Romasanta de quatre des meurtres qu'il avait confessés, après que des preuves furent trouvées et indiquèrent que les victimes étaient mortes de véritables attaques de loups. Il a été jugé coupable des neuf autres, qui portaient les signes de boucherie. Le 6 avril 1853, Romasanta fut condamné à la potence, avec une compensation de 1.000 reales payées pour chaque victime. L'affaire avait duré sept mois et la transcription couvrait plus de 2 000 pages reliées en cinq volumes intitulés Licantropia.
Le cas a été envoyé par ratification de la part de la cour territoriale de La Coruña qui, après considération de l'affaire pendant sept mois, a réduit la sentence à l'emprisonnement à vie. Les poursuites judiciaires ont fait appel contre cette réduction de peine et une nouvelle audience s'était tenue en mars 1854, qui confirma le verdict premier de la cour d'Allariz : la potence,.

### Luciano Bastida Hernáez
Luciano Bastida acquit une gloire et un prestige immenses pour sa poursuite judiciaire contre Romasanta et a été fait Chevalier de l'ordre royal et distingué de Charles III d’Espagne, titre civil le plus distingué qui peut être accordé, et qui a été proclamé par la Cour Suprême. Bastida est mort à Ponferrada en 1872, à l'âge de 60 ans et est considéré comme l'un des "fils les plus illustres" de la province de La Rioja pour sa carrière judiciaire. Le bicentenaire de sa naissance a été fêté à La Rioja le 8 janvier 2012.

## Commutation par décret royal
"M. Phillips", un hypnotiseur français vivant à Londres, avait suivi toute l'affaire du "Loup-garou d'Allariz" à partir des rapports dans les journaux français. Phillips écrit à José de Castro y Orozco, le Ministre hispanique de la Justice, que Romasanta souffrait d'une monomanie connue sous le nom de lycanthropie, et qu'il n'était pas responsable de ses actes. Il affirma qu'il avait déjà réussi à traiter ce genre de problème par l'hypnose et demanda que l'exécution fût retardée pour qu'il pût étudier le patient. Le Ministre de la Justice écrit à la reine Isabella II qui commua la peine de mort en emprisonnement à vie par Ordre Royal le 13 mai 1854 et Romasanta fut transféré à la prison de Celanova,.

### M. Phillips
Bien qu'il n'y ait aucune trace sur l'identité de M. Phillips, on pense qu'il était le physicien français Joseph-Pierre Durand de Gros qui a été exilé au Royaume-Uni et qui retourna plus tard en France sous le pseudonyme Dr Phillips. Durand de Gros était quelqu'un d'important dans le mouvement qui conduisit à l'incorporation et à l'assimilation du "Braidisme" (viz., hypnotisme à la James Braid) en France et ses travaux sur l'influence de l'esprit furent développés ensuite par Sigmund Freud et Carl Jung. Le procès du loup-garou se produisit au début de l'âge d'or de l'hypnotisme.

## Mort
La prison de Celanova n'existe plus mais la plupart des gens pensent que Romasanta est mort moins d'un mois après son arrivée. Les gens des alentours disent qu'il s'agirait d'une maladie, mais il y a aussi une rumeur selon laquelle il serait mort tué par un garde qui voulait le voir se transformer. Cependant, un documentaire de TVG diffusé le 30 mai 2009 enquêtait sur la possibilité qu'il soit mort ailleurs, proposant qu'il rendit son dernier souffle dans le château de San Antón à La Coruña. En octobre 2011, un Xornadas Manuel Blanco Romasanta (un symposium et une exhibition de la collection Romasanta) eut lieu à Allariz où les chercheurs galiciens Félix et Cástor Castro Vicente présentèrent des preuves que Romasanta est mort dans la prison de Ceuta le 14 décembre 1863. Leur recherche se base sur 2 articles de journaux, un journal libéral - La Iberia - du 23 décembre 1863 dans lequel on trouve une courte phrase signalant que Romasanta est mort et le journal La Esperanza daté du 21 décembre 1863 qui signala sur sa page de couverture :

« Dans la prison de Ceuta, le célèbre Manuel Blanco Romasanta, connu dans toute l'Espagne comme le loup-garou, à la suite de ses atrocités et de ses méfaits, et qui a été condamné à la prison par la cour de La Coruña, est mort ici le 14 de ce mois, victime d'un cancer à l'estomac. »

## Lycanthropie en Galice
La tradition galicienne raconte que le septième fils d'une famille peut soit être un lobishome (un loup-garou) soit normal. S'il est normal, l'enfant aura l'image d'une croix ou le soleil de Sainte Catherine dans sa bouche alors qu'un lycanthrope non. Une personne devient loup-garou en retirant ses vêtements et en quittant sa maison à minuit chaque vendredi. Il visitera ensuite plusieurs villages, et s'habillera d'une nouvelle peau dans chacun d'eux. On peut le forcer à redevenir humain en le faisant saigner ou en brûlant une des peaux qu'il porte. Devenir loup-garou peut être évité en ayant un de ses frères comme parrain de l'enfant lors de son Baptême et de sa Confirmation. Si aucun des frères du loup-garou n'est éligible pour devenir parrain (il doit avoir plus de 16 ans et avoir fait sa confirmation), alors baptiser l'enfant avec le prénom "Bieito" empêchera de la même façon la transformation.
Avec le mouvement culturel associé au Siècle des Lumières, la lycanthropie a été acceptée comme un état médical réel. De nombreuses causes de celui-ci ont été mis en avant comme la Syphilis, la Rage, la Porphyrie, l'Épilepsie et l'empoisonnement à la belladone. À partir du milieu du XIXe siècle, le diagnostic psychiatrique de la lycanthropie clinique est devenu la norme avec des explications psychopathologique de la lycanthropie.
D'après le recensement de 1860, la province d'Ourense était majoritairement rurale et agricole. Il n'y avait aucun hôpital psychiatrique avant l'ouverture de celui de Conxo en 1885 et les personnes à déficience mentale de Galice étaient envoyés à l'hôpital de Valladolid. Il n'y avait aucun psychiatres dans toute la Galice, et les seuls docteurs impliqués dans l'affaire du "Loup-garou d'Allariz" provenaient de la ville-même d'Allariz.

### Sacaúntos
Le procès de Manuel Blanco Romasanta est connu pour être l'origine d'histoire d'hommes "sinistres" qui portaient des sacs sur l'épaule (Sacaúntos), qui parcouraient la campagne en tuant des enfants pour leur graisse, histoire souvent racontée pour faire peur aux enfants provinciaux au XIXe et début du XXe siècle. On pensait que la graisse humaine soignait certaines maladies mais aussi qu'elle était un meilleur lubrifiant que la graisse animale. Le mythe se répandit plus rapidement en Espagne, grâce à l'avancée des voies de chemins de fer. Romasanta fut le premier d'un grand nombre de personnes accusées de vendre de la graisse humaine au XIXe siècle.

### Conclusions modernes
Depuis les années 1990, cette histoire a été le sujet d'un bon nombre d'études faites par des psychiatres qui la voient comme une opportunité manquée pour légitimer la psychiatrie au XIXe siècle en Espagne. La psychiatrie, à cette époque, était généralement ignorée par le public et jugée déterminante si le suspect souffrait d'un trouble mental. Il est reconnu que Romasanta n'était pas psychotique mais souffrait d'un trouble de la personnalité antisociale.

## Culture populaire
El bosque del lobo (La forêt du Loup) est un film espagnol de 1970 produit et dirigé par Pedro Olea et ayant pour vedette José Luis López Vázquez. Considéré comme un classique moderne du cinéma espagnol, cette histoire de terreur à la limite du fait-divers et de l’étude anthropologique plonge le spectateur dans l’analyse d’un esprit criminel. L'histoire est basée sur le roman El bosque de Ancines ("La forêt d'Ancines") de Carlos Martínez-Barbeito, qui est fondé sur le cas du Loup-Garou d'Allariz.
Romasanta (intitulé aussi "Werewolf Hunter - The Legend of Romasanta") est un film d'horreur anglo-espagnol produit en 2004 par la compagnie Fantastic Factory. Il a été dirigé par Paco Plaza et a en vedette Julian Sands, Elsa Pataky et John Sharian. Le film est basé sur le script d'Alfredo Conde, qui est l'un des descendants des médecins impliqués dans l'affaire juridique du Loup-garou d'Allariz. Conde continua en écrivant un roman de fiction Les mémoires incertains d'un loup-garou galicien : Romasanta.